# Chthonius cebenicus
Chthonius cebenicus är en spindeldjursart som beskrevs av Philippe Leclerc 1981. Chthonius cebenicus ingår i släktet Chthonius och familjen käkklokrypare. Inga underarter finns listade i Catalogue of Life.